# アレッサンドロ・ファルネーゼ枢機卿の肖像
『アレッサンドロ・ファルネーゼ枢機卿の肖像』(アレッサンドロ・ファルネーゼすうきけいのしょうぞう、伊: Ritratto del cardinale Alessandro Farnese、英: Portrait of Cardinal Alessandro Farnese) は、イタリア盛期ルネサンス絵画の巨匠・ラファエロ・サンティにより板上に油彩で描かれたアレッサンドロ・ファルネーゼ枢機卿 (後のローマ教皇パウルス3世。彼の同姓同名の孫アレッサンドロ・ファルネーゼ枢機卿とは別人物) の肖像画である。作品は、おそらくアレッサンドロ・ファルネーゼ枢機卿によりラファエロのローマ時代初期 (1509-1511年) に委嘱された。当時、アレッサンドロはパルマの司教に選ばれ、メディチ家の庇護のもとで権力を握りつつあった。作品はナポリのカポディモンテ美術館に所蔵されている。

## 作品

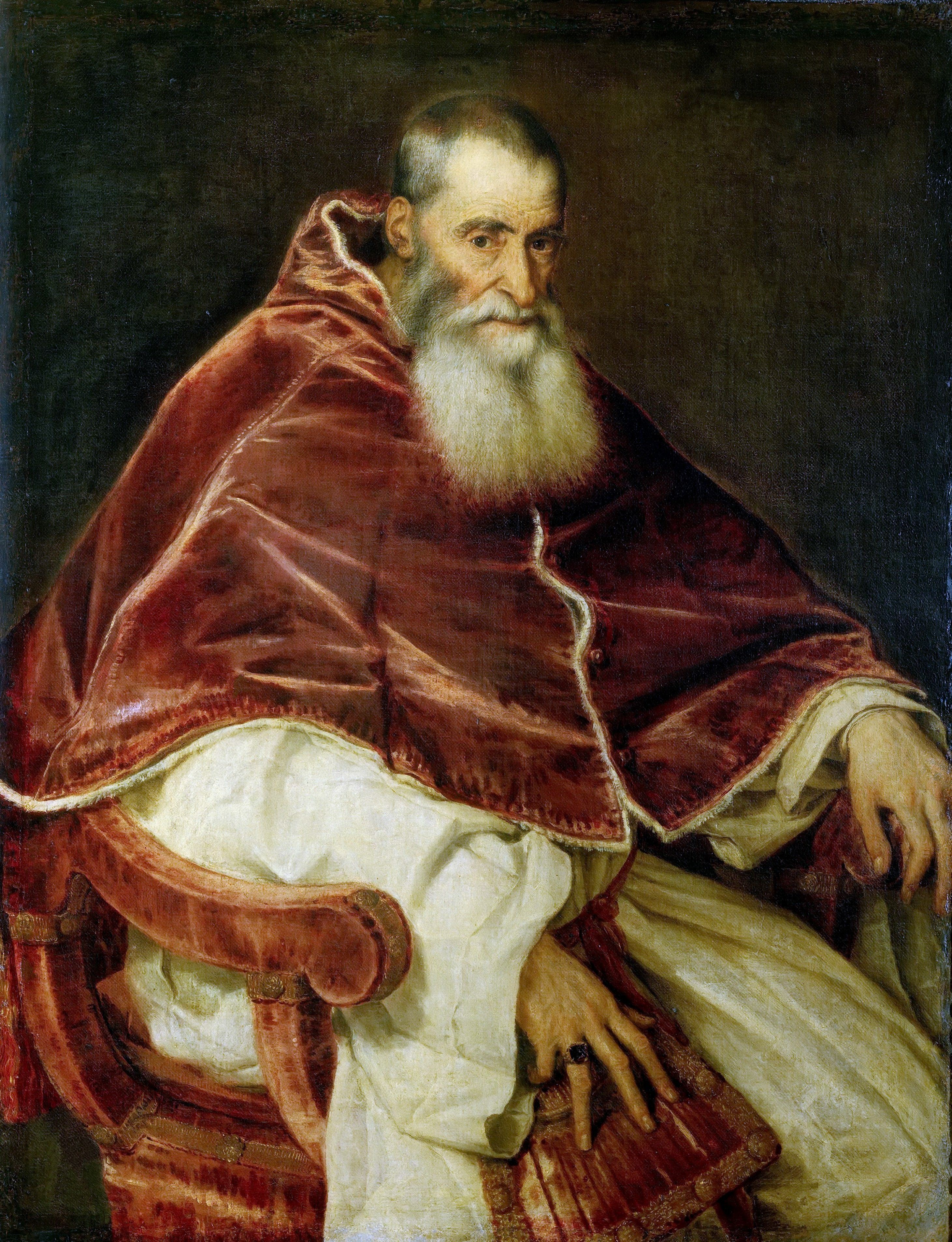
ティツィアーノ・ヴェチェッリオ『教皇パウルス3世の肖像』 (1543年)、カポディモンテ美術館、ナポリ

本作に関する最初の情報は1587年のもので、ラヌッチオ・ファルネーゼの衣裳部屋にあったという。1734年に絵画はパルマのピロッタ宮殿のギャラリーに移され、1799年にはトレンティーノ条約にしたがってフランスにより公式に要求された30点の絵画のうちの1点となった。
作品はローマに一時的に保管されていたが、1800年にドメニコ・ヴェヌーティ (Domenico Venuti) によりナポリのフランカヴィラ宮殿のために取り戻された。2つの目録のうちの1つで、作品は『パンフィーリ枢機卿の肖像』と記載されたが、19世紀の王立ボルボン美術館 (カポディモンテ美術館の前身) のガイドブックでは『パッセリーニ枢機卿の肖像』とされた。
20世紀の初め、フィランジエーリ (Filangieri) とデ・リナルディス (De Rinaldis) は、ファルネーゼ・コレクションの目録を参照して本作をローマ教皇になる以前の『アレッサンドロ・ファルネーゼ枢機卿の肖像』と定義し、ヴァチカン宮殿内の「署名の間」 (1511年) にあるラファエロのフレスコ画 (グレゴリウス9世への教令集の引き渡し＝Consegna delle Decretali a papa Gregorio IX) 中の教皇の左にいる人物との類似性に着目した。 
枢機卿の赤いケープと白い衣服を身に着けているアレッサンドロ・ファルネーゼは半身の立像で表されており、左側に4分の3顔を向けて、鑑賞者をまっすぐに見ている。室内は右側の開口部から入る均一な光で満たされる。開口部からは川、建造物、丘からなる風景が開けており、その風景は遠方の地平線の明るさの中に消失していく。このような風景は明らかにフィレンツェ派のもので、ラファエロの『アルバの聖母』 (ワシントン・ナショナル・ギャラリー) や『アレクサンドリアの聖カタリナ』 (ロンドン・ナショナル・ギャラリー) の風景に類似している。
作品の保存状態はよくない。ブルーノ・アルチプレーテ (Bruno Arciprete) の直近の修復 (1993-1994年) を含め様々な修復は作品の質の高さを明らかにしたが、古い時代に絵画が損傷されたことも明らかとなった。とりわけ暗色の背景、人物の顔はおそらく炭酸ナトリウムを使用した機械的洗浄により損傷を受けており、赤い衣服も退色していた。
全体の仕上げと、上述の油彩画や「グレゴリウス9世への教令集の引き渡し」を描いたフレスコ画との数々の類似点は、本作を制作したのがラファエロであることを示すが、ラファエロへの帰属は議論の的となっている。1860年にパッサヴェーネ (Passavene) は、1890年にジョヴァンニ・モレッリは絵画をラファエロの弟子の手に帰した。1884-1891年にジョヴァンニ・バッティスタ・カヴァルカセッレは、様式的にアーニョロ・ブロンズィーノ、または若い時期のヤコポ・ダ・ポントルモの作品に類似したフィレンツェ派の画家の手に帰した。
ラファエロのへの帰属は、1920年にアドルフォ・ヴェントゥーリ、1932年にバーナード・ベレンソン、1966年にヴェッキ (Vecchi) などの研究者によりなされたが、彼らは絵画の保存状態の悪さがラファエロへの決定的な帰属の妨げになっているとみなしている。